# Europese Literatuurprijs
Mit dem niederländischen Literaturpreis Europese Literatuurprijs wird seit 2011 alljährlich der beste zeitgenössische europäische Roman ausgezeichnet, der im Vorjahr – ins Niederländische übersetzt – veröffentlicht wurde. Der Autor des preisgekrönten Romans erhält 10.000 €, dessen Übersetzer 5.000 €.
Der Preis geht auf die Initiative der niederländischen Stiftung für Literatur Nederlands Letterenfonds sowie des akademisch-kulturellen Zentrums SPUI25, der Wochenzeitung De Groene Amsterdammer und des Athenaeum Boekhandel zurück. Gesponsert wird er vom Lira-Fonds sowie von verschiedenen unabhängigen Buchhandlungen. Die Buchvorschläge stammen von niederländischen und flämischen Buchhandlungen, die Entscheidung, wer den Preis erhält, trifft eine Fachjury.

## Preisträger
- 2011: Marie NDiaye – Drie sterke vrouwen, übersetzt aus dem Französischen (Trois femmes puissantes) von Jeanne Holierhoek
- 2012: Julian Barnes – Alsof het voorbij is, übersetzt aus dem Englischen (The Sense of an Ending) von Ronald Vlek
- 2013: Emmanuel Carrère – Limonov, übersetzt aus dem Französischen (Limonov) von Katrien Vandenberghe und Katelijne de Vuyst
- 2014: Jérôme Ferrari – De preek over de val van Rome, übersetzt aus dem Französischen (Le Sermon sur la chute de Rome) von Jan Pieter van der Sterre und Reintje Goos
- 2015: Jenny Erpenbeck – Een handvol sneeuw, übersetzt aus dem Deutschen (Aller Tage Abend) von Elly Schippers
- 2016: Sandro Veronesi – Zeldzame aarden, übersetzt aus dem Italienischen (Terra rare) von Rob Gerritsen
- 2017: Max Porter – Verdriet is het ding met veren, übersetzt aus dem Englischen (Grief is the Thing with Feathers) von Saskia van der Lingen
- 2018: Johan Harstad – Max, Mischa & het Tet-offensief, übersetzt aus dem Norwegischen (Max, Mischa & Tetoffensiven) von Edith Koenders und Paula Stevens
- 2019: Arno Geiger – Onder de Drachenwand, übersetzt aus dem Deutschen (Unter der Drachenwand) von Wil Hansen
- 2020: David Diop – Meer dan een broerund, übersetzt aus dem Französischen von Martine Woudt, sowie Ali Smith – Lente, übersetzt aus dem Englischen von Karina van Santen und Martine Vosmaer[2]
- 2021: Saša Stanišić – Herkomst, übersetzt aus dem Deutschen (Herkunft) von Annemarie Vlaming[3]